# 29 maart
29 maart is de 88ste dag van het jaar (89ste dag in een schrikkeljaar) in de gregoriaanse kalender. Hierna volgen nog 277 dagen tot het einde van het jaar.

## Gebeurtenissen
- Algemeen
  - 1602 - Johan Casimir van Nassau-Gleiberg wordt opgevolgd door zijn broer Lodewijk II van Nassau-Weilburg.
  - 1827 - Ludwig van Beethoven wordt, drie dagen na zijn overlijden ten gevolge van een niet-uitgeklaarde oorzaak, op het Währinger Friedhof in Wenen ten grave gedaald.
  - 1871 - De Royal Albert Hall wordt geopend door koningin Victoria.
  - 1912 - Robert Falcon Scott komt met 4 metgezellen om tijdens een vliegende sneeuwstorm op Antarctica.
  - 1965 - Een vermomde kroonprinses Beatrix trekt met majoor Bosshardt van het Leger des Heils door de binnenstad van Amsterdam.
  - 1989 - Een man vernielt in het Dordrechts Museum tien schilderijen.
  - 2010 - Twee terroristische zelfmoordaanslagen in de metro van Moskou kosten aan 40 mensen het leven. Er zijn 64 gewonden.
- Media
  - 1969 - Het 14e Eurovisiesongfestival in Madrid, (Spanje) kent 4 winnaars, waaronder Lenny Kuhr met het liedje De troubadour.[1]
  - 1985 - Abonneetelevisiezender FilmNet wordt opgericht.[1]
  - 1990 - Het Vrije Volk en het Rotterdams Nieuwsblad gaan per 1 januari 1991 op in het Rotterdams Dagblad.
  - 2009 - Kathleen Aerts, de blonde zangeres van de Belgische meidengroep K3, maakt bekend dat ze het trio gaat verlaten.[2]
  - 2018 - The Passion 2018 vindt plaats in Amsterdam-Zuidoost, het is onderdeel van de viering rond het 50-jarig jubileum van het Amsterdamse stadsdeel. Er stonden ongeveer 11.000 mensen op dit grote veld en er keken 3.151.000 mensen naar de live-uitzending.
- Oorlog
  - 1461 - Slag bij Towton
  - 1973 - De laatste Amerikaanse militairen verlaten Zuid-Vietnam.
- Politiek
  - 1814 - De Nederlandse Grondwet wordt aangenomen, die nog steeds, met aanpassingen, in gebruik is.
  - 1920 - In Ierland breekt een anti-Britse opstand uit.
  - 1951 - Ethel en Julius Rosenberg worden in de Verenigde Staten schuldig bevonden aan samenzwering tot het plegen van spionage.
  - 1974 - Premier James Mancham verklaart in Londen dat de Seychellen een jaar na de algemene verkiezingen van 25 april 1974 onafhankelijk zullen worden.
  - 1976 - De laatste Britse militairen verlaten de Malediven.
  - 1986 - Bij de aanslag op de Centrumpartij en de Centrum Democraten in Kedichem brandt een hotel af en raakt een lid van de CD ernstig gewond.
  - 1990 - In België keurt de Kamer het wetsvoorstel Herman-Michielsens-Lallemand goed met 126 stemmen voor, 69 tegen en 12 onthoudingen. Hiermee wordt zwangerschapsonderbreking onder bepaalde voorwaarden niet langer strafbaar.
  - 2004 - Estland, Letland, Litouwen, Slowakije, Slovenië, Roemenië en Bulgarije treden toe tot de NAVO.
  - 2004 - Roken op de werkplek in Ierland is vanaf vandaag verboden, ook in de kroeg.
- Religie
  - 1987 - Zaligverklaring van Marcelo Spínola y Maestre (1835-1906), Spaans kardinaal-aartsbisschop van Sevilla, door Paus Johannes Paulus II
- Sport
  - 1975 - Eddy Merckx wint de tiende editie van Nederlands enige wielerklassieker, de Amstel Gold Race.
  - 1995 - Guus Hiddink behaalt zijn eerste overwinning als bondscoach van het Nederlands voetbalelftal. In Rotterdam wordt Malta met 4-0 verslagen in de EK-kwalificatiereeks. Aanvaller Bryan Roy speelt zijn 32ste en laatste duel voor Oranje.
  - 1997 - Aanvaller Christian Vieri maakt in het WK-kwalificatieduel tegen Moldavië (3-0) het duizendste doelpunt uit de geschiedenis van het Italiaans voetbalelftal.
  - 2005 - De Nederlandse schaatsster Maria Sterk vestigt het werelduurrecord op de schaats in Heerenveen: in één uur tijd schaatst ze 36441,26 m.
- Wetenschap en technologie
  - 1807 - De Duitse astronoom Heinrich Olbers ontdekt de planetoïde Vesta.[3]
  - 1956 - In Londen demonstreren wetenschappers uit de Sovjet-Unie de eerste elektronenmicroscoop.
  - 2000 - De exoplaneten HD 46375 b en HD 16141 b worden ontdekt. Het zijn de eerste gezamenlijke exoplaneten met een minimum massa kleiner dan die van Saturnus.
  - 2010 - Vanaf station Amsterdam Bijlmer ArenA vertrekt de eerste Nederlandse NS-trein met een internetverbinding voor alle passagiers.

## Geboren

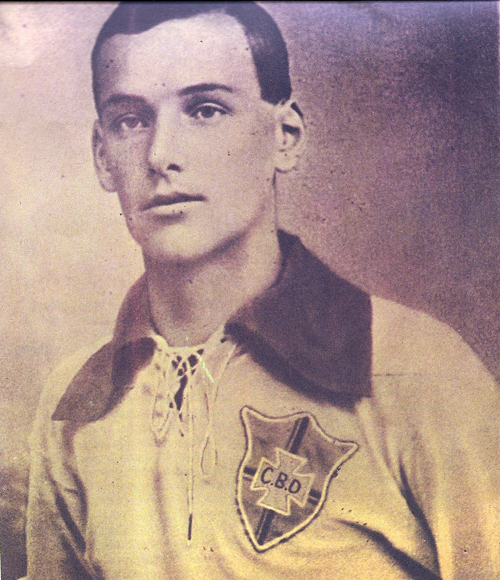
Amílcar Barbuy
geboren in 1893

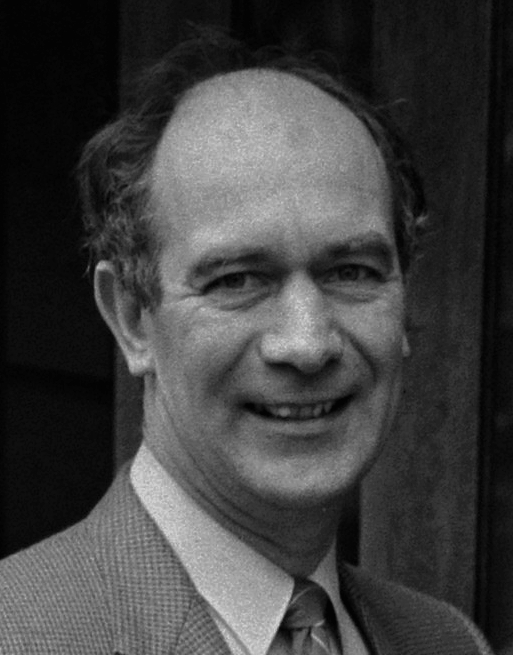
Bert de Vries
geboren in 1938

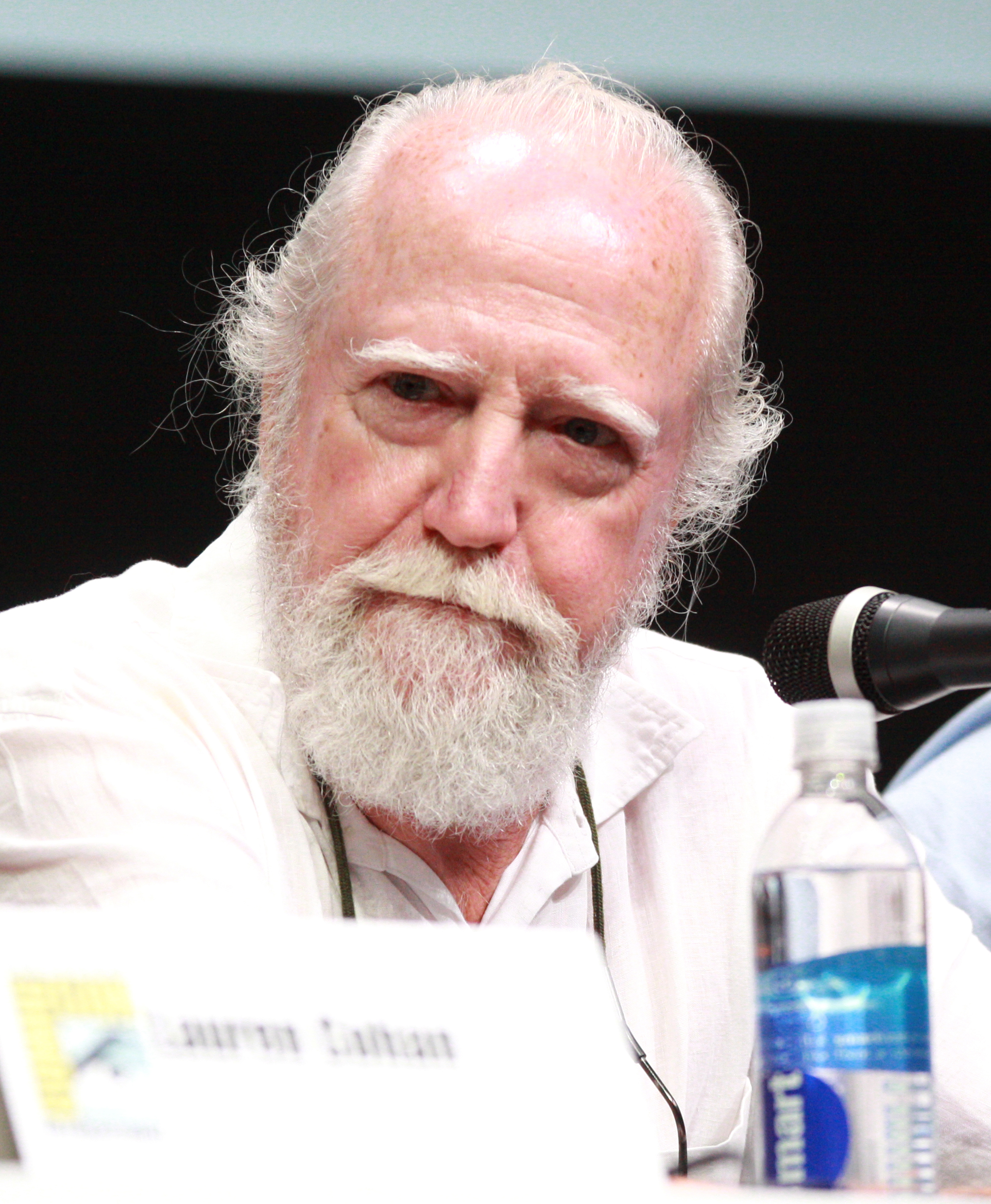
Scott Wilson
geboren in 1942

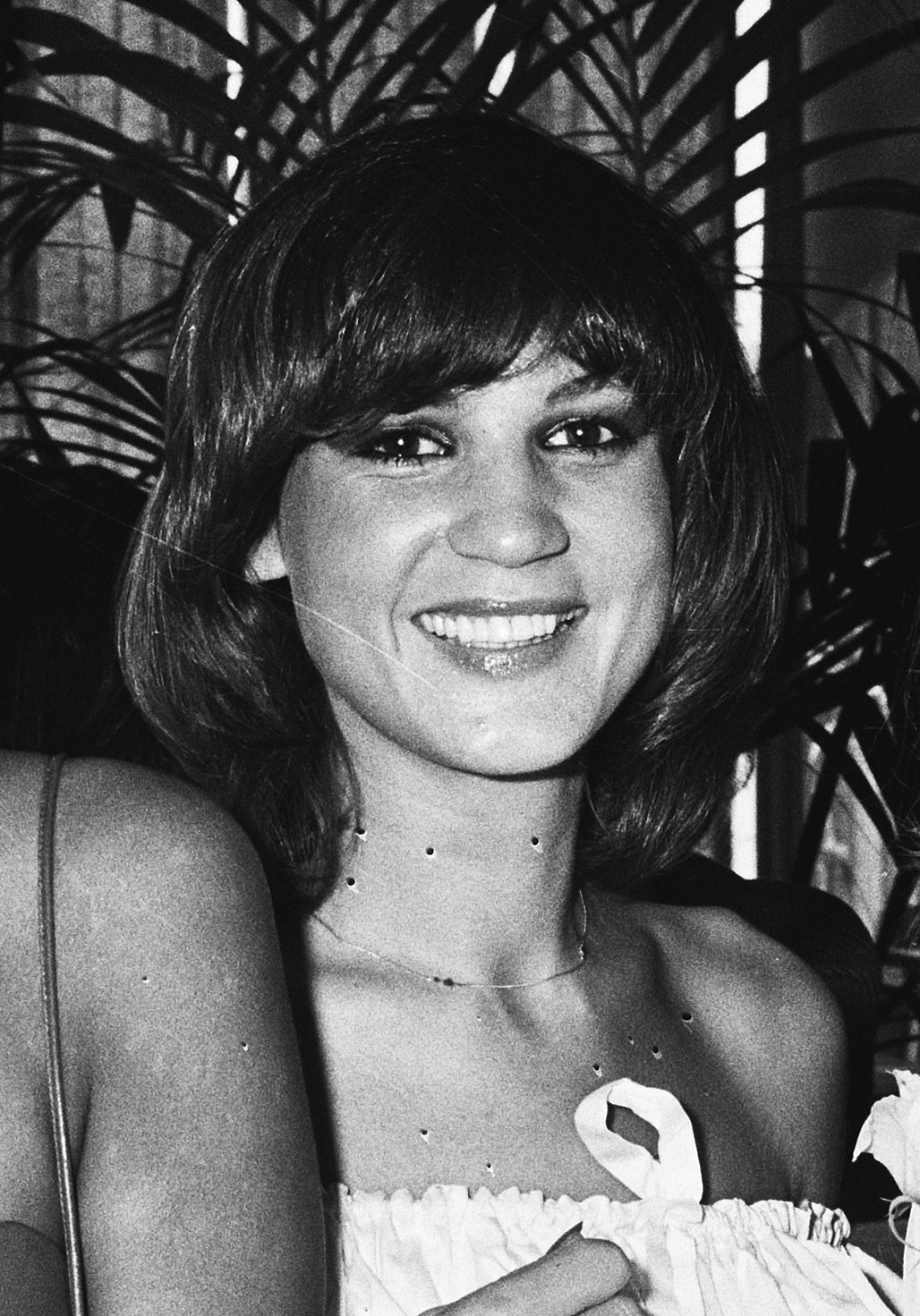
José Hoebee
geboren in 1954

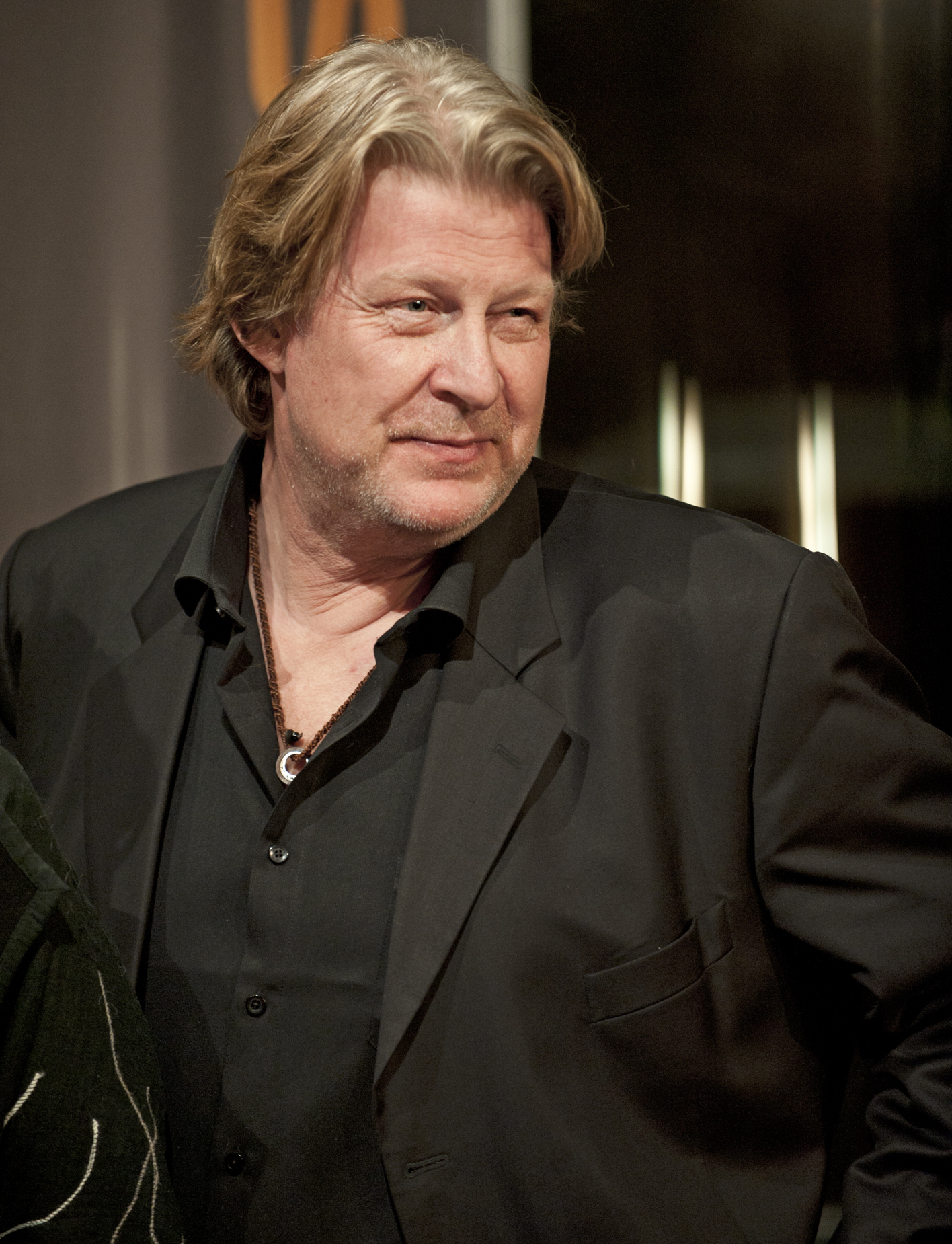
Rolf Lassgård
geboren in 1955

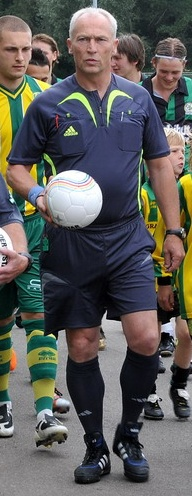
Dick Jol
geboren in 1956

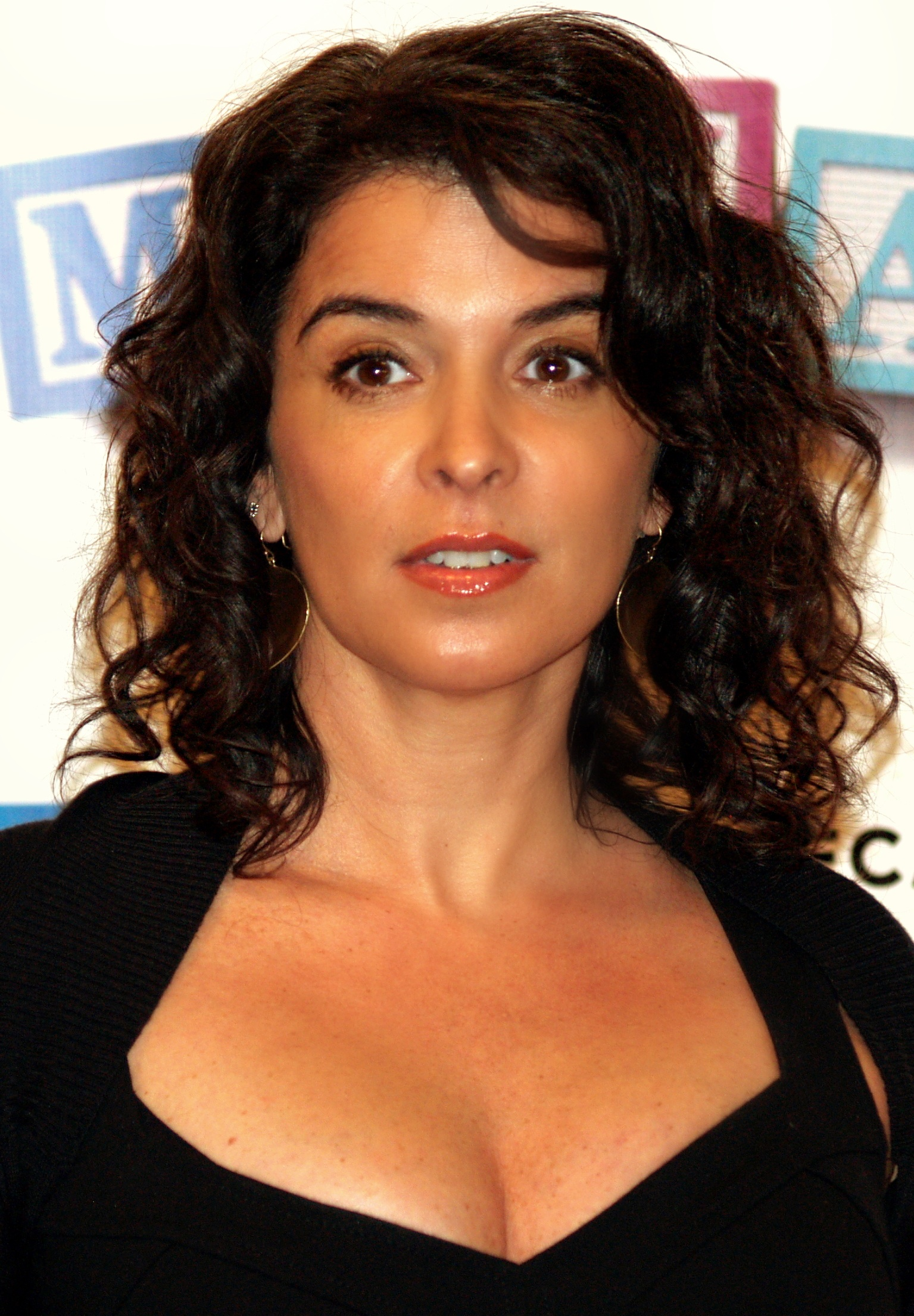
Annabella Sciorra
geboren in 1960

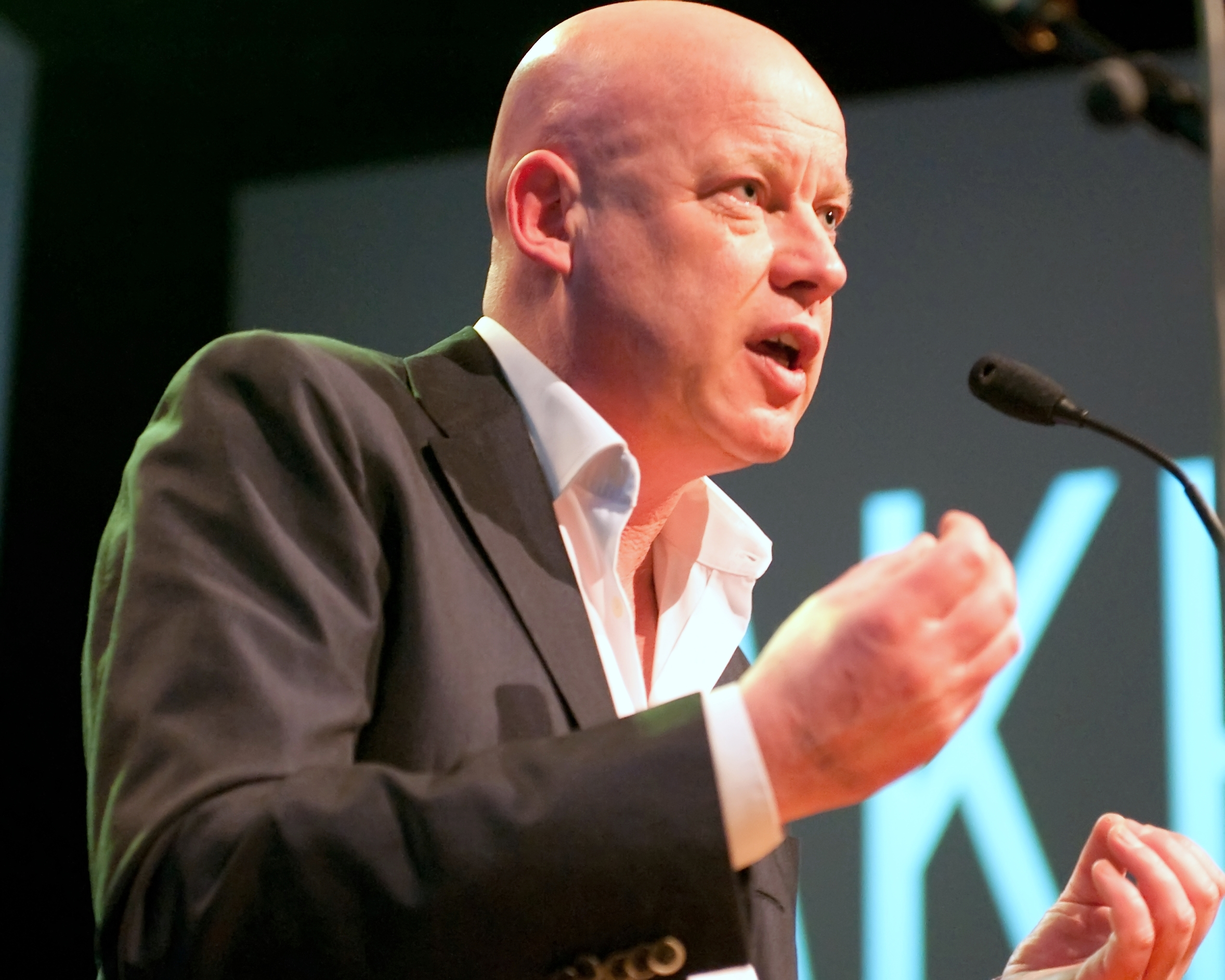
Frits Wester
geboren in 1962

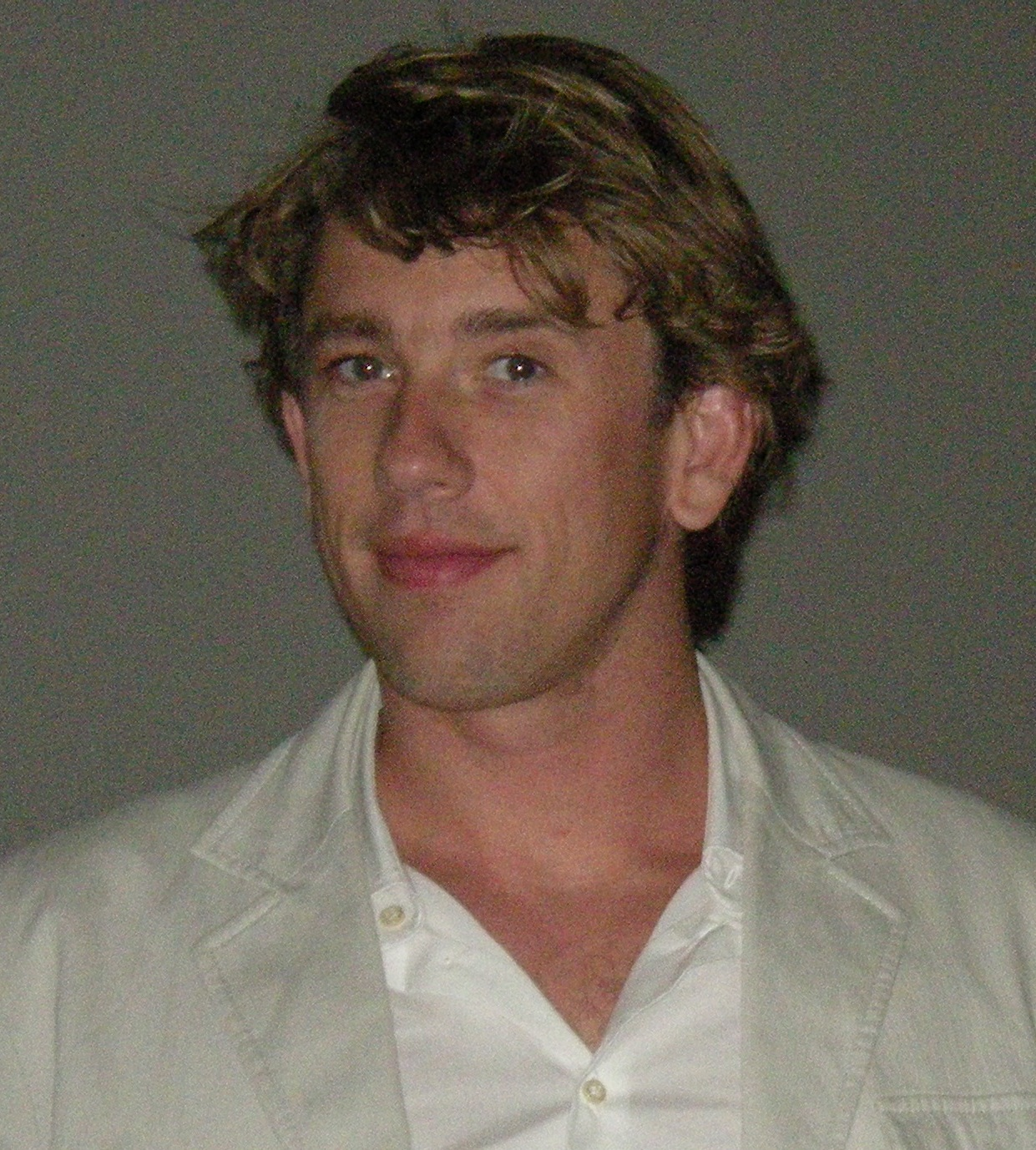
Waldemar Torenstra
geboren in 1974

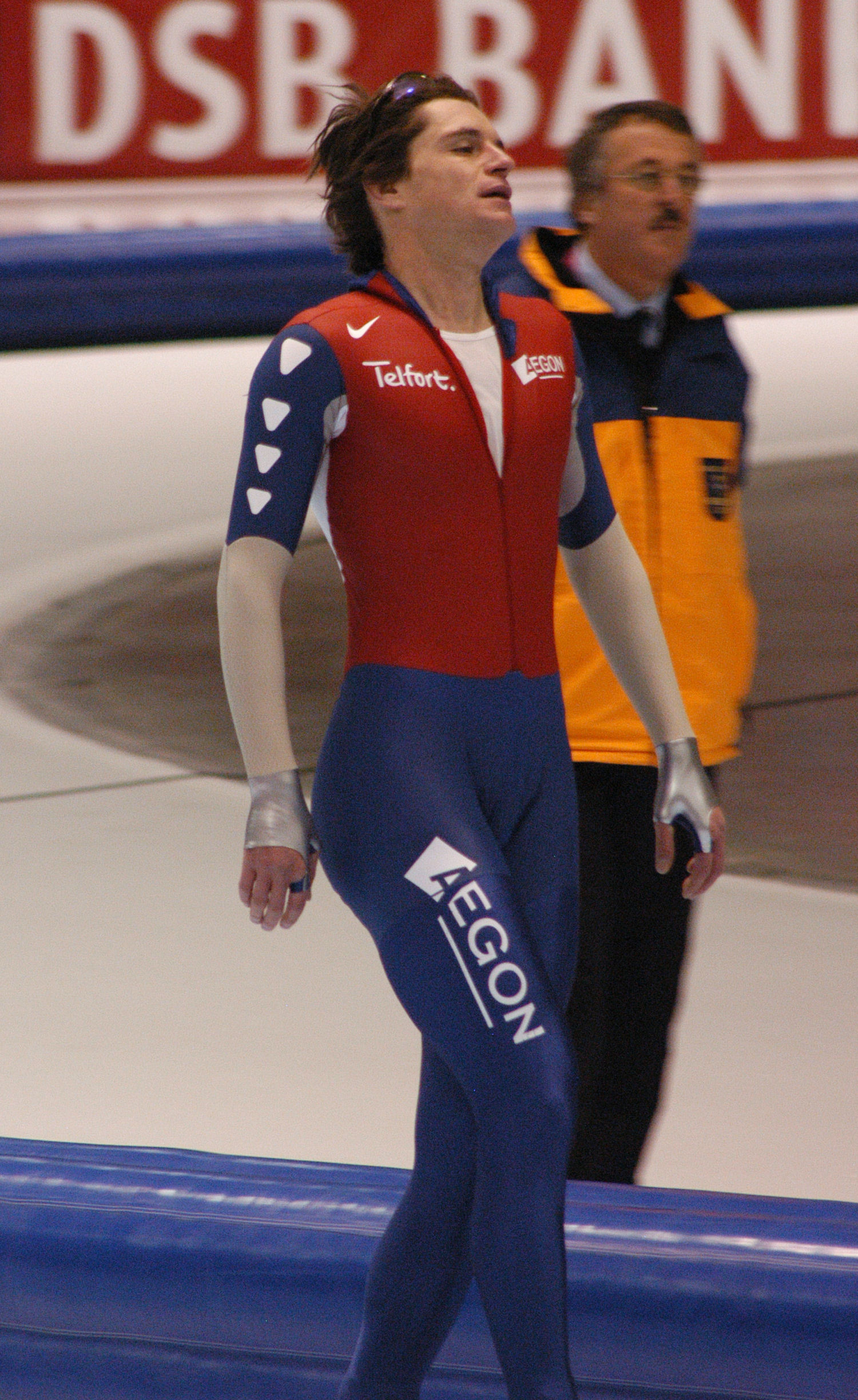
Jan Bos
geboren in 1975

- 1524 - Johan Lodewijk van Nassau-Saarbrücken, Duits kanunnik (overleden 1542)
- 1654 - Laurens Verboom, Nederlands militair en gouverneur van Suriname (overleden 1688)
- 1746 - Carlo Maria Buonaparte, vader van Napoleon Bonaparte (overleden 1785)
- 1769 - Nicolas Jean-de-Dieu Soult, was een Frans generaal (later maarschalk) en politicus (overleden 1851)
- 1790 - John Tyler, tiende president van de Verenigde Staten (overleden 1862)
- 1842 - Adrianus Bleijs, Nederlands architect (overleden 1912)
- 1850 - Willem Helsdingen, Nederlands SDAP-politicus (overleden 1921)
- 1863 - Walter James, 5e premier van West-Australië (overleden 1943)
- 1869 - Calouste Gulbenkian, Armeens zakenman en filantroop (overleden 1955)
- 1872 - Hal Colebatch, 12e premier van West-Australië (overleden 1953)
- 1876 - Ioannis Georgiadis, Grieks schermer (overleden 1960)
- 1876 - Piet Staut, Belgisch kunstschilder en fotograaf (overleden 1933)
- 1891 - Sybren Tulp, Nederlands militair en hoofdcommissaris van politie (overleden 1942)
- 1892 - József Mindszenty, Hongaars kardinaal-aartsbisschop van Esztergom (overleden 1975)
- 1893 - Amílcar Barbuy, Braziliaans voetballer (overleden 1965)
- 1895 - Ernst Jünger, Duits militair en auteur (overleden 1998)
- 1899 - Lavrenti Beria, Sovjet-Russisch politicus (overleden 1953)
- 1900 - Bill Aston, Brits autocoureur (overleden 1974)
- 1906 - James Bausch, Amerikaans meerkamper (overleden 1974)
- 1908 - Bob Weighton, Brits supereeuweling; oudste man ter wereld (overleden 2020)
- 1911 - Luís Mesquita de Oliveira, Braziliaans voetballer (overleden 1983)
- 1911 - Freya von Moltke, Duits verzetsstrijdster, juriste en schrijfster (overleden 2010)
- 1912 - Willy van Hemert, Nederlands regisseur (overleden 1993)
- 1912 - Hanna Reitsch, Duitse pilote (overleden 1979)
- 1914 - Albert Jan Rozeman, Nederlands verzetsstrijder (overleden 1944)
- 1916 - Grigori Fedotov, Sovjet-voetballer (overleden 1957)
- 1916 - Eugene McCarthy, Amerikaans politicus (overleden 2005)
- 1918 - Pearl Bailey, Amerikaans actrice en zangeres (overleden 1990)
- 1919 - Eileen Heckart, Amerikaans actrice (overleden 2001)
- 1923 - Geoff Duke, Brits motor- en autocoureur (overleden 2015)
- 1924 - Jules de Corte, Nederlands liedschrijver, componist, pianist en zanger (overleden 1996)
- 1926 - Lino Aldani, Italiaans sciencefictionschrijver (overleden 2009)
- 1929 - Arie van Gemert, Nederlands voetbalscheidsrechter (overleden 2024)
- 1929 - Richard Lewontin, Amerikaans evolutiebioloog/geneticus (overleden 2021)
- 1929 - Lennart Meri, Estisch schrijver, filmregisseur en oud-president (overleden 2006)
- 1929 - Olga Tass, Hongaars turnster (overleden 2020)
- 1930 - Anerood Jugnauth, president van Mauritius (overleden 2021)
- 1931 - Norman Tebbit, Brits politicus (overleden 2025)
- 1932 - Gerben Abma, Nederlands historicus en schrijver (overleden 2016)
- 1932 - Richard Burke, Iers politicus (overleden 2016)
- 1935 - R. Dobru, Surinaams dichter, schrijver en politicus (overleden 1983)
- 1935 - Ruby Murray, Iers zangeres (overleden 1996)
- 1935 - Wolfgang Uhlmann, (Oost-)Duits schaker (overleden 2020)
- 1936 - Richard Bennett, Brits componist en pianist (overleden 2012)
- 1937 - Roberto Chabet, Filipijns kunstenaar (overleden 2013)
- 1938 - Barry Jackson, Brits acteur (overleden 2013)
- 1938 - Bert de Vries, Nederlands politicus
- 1939 - Terence Hill, Italiaans-Amerikaans acteur
- 1939 - Henry Kent Mitchell, Amerikaans roeier
- 1940 - Astrud Gilberto, Braziliaans-Amerikaans zangeres (overleden 2023)
- 1941 - Manu Bonmariage, Belgisch cameraman en regisseur (overleden 2021)
- 1941 - Bruno Simma, Duits hoogleraar en rechter
- 1941 - Joseph Taylor, Amerikaans astrofysicus en Nobelprijswinnaar
- 1941 - Meta de Vries, Nederlands radioprogrammamaakster (overleden 2011)
- 1942 - Scott Wilson, Amerikaans acteur (overleden 2018)
- 1943 - Eric Idle, Brits acteur
- 1943 - John Major, Brits premier
- 1943 - Vangelis, Grieks componist (overleden 2022)
- 1944 - Terry Jacks, Canadees zanger
- 1944 - Hans Lesterhuis, Nederlands KNVB-bestuurder en burgemeester (overleden 2009)
- 1944 - Rob van der Spek, Nederlands radio- en televisiepresentator (overleden 2023)
- 1945 - Willem Ruis, Nederlands televisiepresentator (overleden 1986)
- 1946 - Jos Bax, Nederlands voetbalkeeper (overleden 2020)
- 1946 - Gilbert Hottois, Belgisch filosoof (overleden 2019)
- 1947 - Robert Gordon, Amerikaans zanger (overleden 2022)
- 1947 - Geert van Istendael, Belgisch prozaschrijver, dichter en essayist
- 1947 - Aleksandr Viktorenko, Sovjet-Russisch ruimtevaarder (overleden 2023)
- 1948 - Carlo Petrini, Italiaans voetballer en voetbalcoach (overleden 2012)
- 1948 - Piet Souer, Nederlands componist, tekstschrijver, arrangeur en muziekproducent
- 1949 - Henk Aalderink, Nederlands burgemeester (overleden 2015)
- 1949 - Dave Greenfield, Brits toetsenist (overleden 2020)
- 1949 - Yuri Stern, Russisch-Israëlisch econoom, politicus en journalist (overleden 2007)
- 1950 - Dik Boutkan, Nederlands mimeacteur (overleden 2024)
- 1950 - Mory Kanté, Guinees zanger en griot (overleden 2020)
- 1950 - Peter Timofeeff, Nederlands weerman
- 1952 - Rainer Bonhof, Nederlands-Duits voetballer
- 1952 - Teófilo Stevenson, Cubaans bokser (overleden 2012)
- 1952 - Karel Vereertbrugghen, Belgisch schrijver, muzikant en acteur.
- 1953 - David Attard, Maltees rechtsgeleerde, rechter, hoogleraar
- 1953 - Herman Boets, Belgisch acteur
- 1954 - Ger Biermans, Nederlands politicus
- 1954 - Ahmed Dogan, Bulgaars politicus
- 1954 - José Hoebee, Nederlands zangeres
- 1954 - Chip Robinson, Amerikaans autocoureur
- 1954 - Gérard Soler, Frans voetballer
- 1954 - Willy Wellens, Belgisch voetballer
- 1955 - Brendan Gleeson, Iers acteur
- 1955 - Rolf Lassgård, Zweeds acteur
- 1955 - Christopher Lawford, Amerikaans acteur (overleden 2018)
- 1955 - Marina Sirtis, Brits-Amerikaans actrice
- 1956 - Dick Jol, Nederlands voetbalscheidsrechter
- 1957 - Rob van Hulst, Nederlands acteur en ondernemer
- 1957 - Christopher Lambert, Amerikaans acteur
- 1959 - Wim Brands, Nederlands dichter, journalist en presentator (overleden 2016)
- 1959 - Mylène de la Haye, Nederlands televisiepresentatrice, journaliste en schrijfster
- 1960 - Jo Nesbø, Noors popmuzikant en schrijver
- 1960 - Annabella Sciorra, Amerikaans actrice
- 1961 - Amy Sedaris, Amerikaans actrice, scenarioschrijfster en komiek
- 1962 - Ted Failon, Filipijns journalist, radio-en televisiepresentator en politicus
- 1962 - Martin Schwab, Nederlands acteur en regisseur
- 1962 - Frits Wester, Nederlands televisiejournalist
- 1963 - Joan Garriga, Spaans motorcoureur (overleden 2015)
- 1963 - Erik Matser, Nederlands neuropsycholoog, universitair docent, wetenschappelijk publicist en sportpsycholoog
- 1964 - Elle Macpherson, Australisch fotomodel en actrice
- 1964 - Eduardo Villegas, Boliviaans voetballer en voetbalcoach
- 1965 - Sorin Corpodean, Roemeens voetbalscheidsrechter
- 1965 - Lara Wendel, Duits actrice
- 1966 - Gijs Assmann, Nederlands schilder, beeldhouwer en sieraadontwerper
- 1966 - Krasimir Balakov, Bulgaars voetballer
- 1966 - Inge de Bie, Nederlands auteur
- 1966 - Jeroen Dijsselbloem, Nederlands politicus
- 1967 - Michel Hazanavicius, Frans regisseur, producent en scenarioschrijver
- 1968 - Lucy Lawless, Nieuw-Zeelands actrice, zangeres en model
- 1969 - Kim Batten, Amerikaans atlete
- 1969 - Steve Guppy, Engels voetballer
- 1970 - Andreas Beikirch, Duits baanwielrenner
- 1971 - Jeroen Denaeghel, Belgisch journalist
- 1971 - Arjen Teeuwissen, Nederlands ruiter (overleden 2024)
- 1972 - Piet-Hein Geeris, Nederlands hockeyer
- 1972 - Rui Costa, Portugees voetballer
- 1973 - Marc Overmars, Nederlands voetballer
- 1973 - Tom Saintfiet, Belgisch voetballer en voetbaltrainer
- 1974 - Iulian Filipescu, Roemeens voetballer
- 1974 - Marc Gené, Spaans autocoureur
- 1974 - Waldemar Torenstra, Nederlands acteur
- 1975 - Jan Bos, Nederlands schaatser
- 1976 - Igor Astarloa, Spaans wielrenner
- 1976 - Jennifer Capriati, Amerikaans tennisster
- 1976 - Milovan Vesnić, Servisch autocoureur
- 1977 - Kristina Brandi, Puerto Ricaans tennisster
- 1977 - Peter Robertson, Australisch triatleet
- 1977 - Djabir Saïd-Guerni, Algerijns atleet
- 1979 - Wendy Huyghe, Belgisch presentatrice
- 1979 - Pieter Merlier, Belgisch voetbalkeeper
- 1980 - Natalia Avelon, Pools-Duits actrice en zangeres
- 1980 - Zsofi Horvath, Belgisch model
- 1980 - Laurence Libert, Belgisch politica
- 1980 - Bruno Silva, Uruguayaans voetballer
- 1981 - Jussi Veikkanen, Fins wielrenner
- 1981 - Fiderd Vis, Arubaans judoka
- 1982 - Jay Brannan, Amerikaans singer-songwriter en acteur
- 1982 - Mario Carević, Kroatisch voetballer
- 1983 - Dušan Đorđević, Servisch basketbalspeler
- 1983 - Yannick Salem, Frans voetballer
- 1983 - Jamie Woon, Brits zanger, componist en muziekproducent
- 1984 - Jenning Huizenga, Nederlands wielrenner
- 1984 - Juan Mónaco, Argentijns tennisser
- 1984 - Jukka Vastaranta, Fins wielrenner
- 1984 - Chavdar Yankov, Bulgaars voetballer
- 1985 - Mirusia Louwerse, Australisch-Nederlands sopraan
- 1986 - Yuri Alvear, Colombiaans judoka
- 1986 - Ivan Oechov, Russisch hoogspringer
- 1986 - Chen Yin, Chinees zwemmer
- 1987 - Stephanie Parker, Brits actrice  (overleden 2009)
- 1987 - Girma Tadesse, Ethiopisch atlete
- 1987 - Lisandra Tena, Amerikaans actrice
- 1989 - Armando Parente, Portugees autocoureur
- 1989 - Arnold Peralta, Hondurees voetballer (overleden 2015)
- 1989 - James Tomkins, Engels voetballer
- 1989 - Tomáš Vaclík, Tsjechisch voetballer
- 1990 - Kimberly Alkemade, Nederlands atlete
- 1990 - Wilson Kamavuaka, Congolees voetballer
- 1990 - Teemu Pukki, Fins voetballer
- 1991 - Fabio Borini, Italiaans voetballer
- 1991 - Hayley McFarland, Amerikaans actrice
- 1993 - Jasper Leijdens, Nederlands radio-dj
- 1993 - Thorgan Hazard, Belgisch voetballer
- 1993 - Freek Rikkerink, Nederlands zanger
- 1994 - Nynke Oud, Nederlands volleybalster
- 1997 - Ira Kovalenko, Georgisch zangeres
- 1997 - Floor van Liemt, Nederlands schrijfster en columniste (overleden 2021)
- 1998 - Mitchell Cheah, Maleisisch autocoureur
- 1998 - Marco Murgano, Italiaans wielrenner
- 1998 - Pauline Smal, Belgisch speerwerper
- 1999 - Stefano Manzi, Italiaans motorcoureur
- 2001 - Gonçalo Borges, Portugees voetballer
- 2003 - Elfi Maass, Nederlands voetbalster
- 2005 - Manoah van Houwelingen, Nederlands voetbalster
- 2007 - Kyra Koopman, Nederlands voetbalster

## Overleden
- 1058 - Paus Stefanus IX (X) (38)

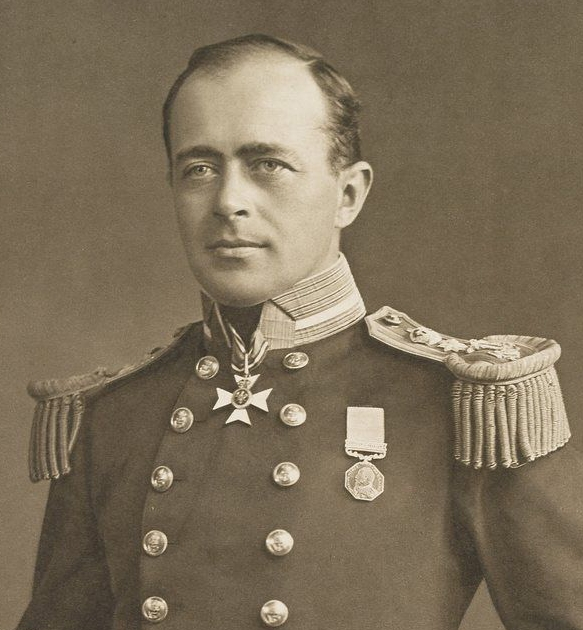
Robert Falcon Scott
(vermoedelijk) overleden in 1912

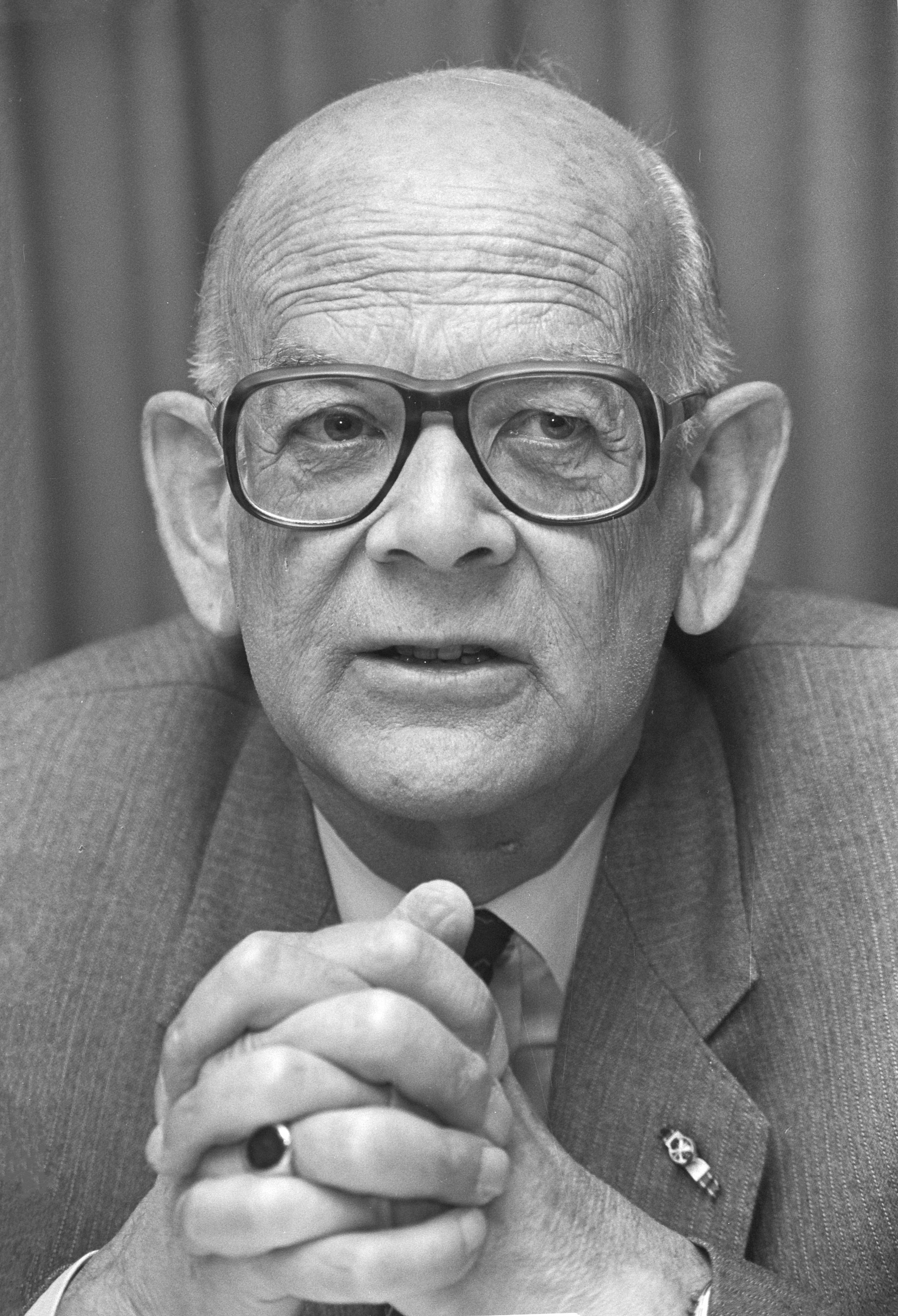
W.F. de Gaay Fortman
overleden in 1997

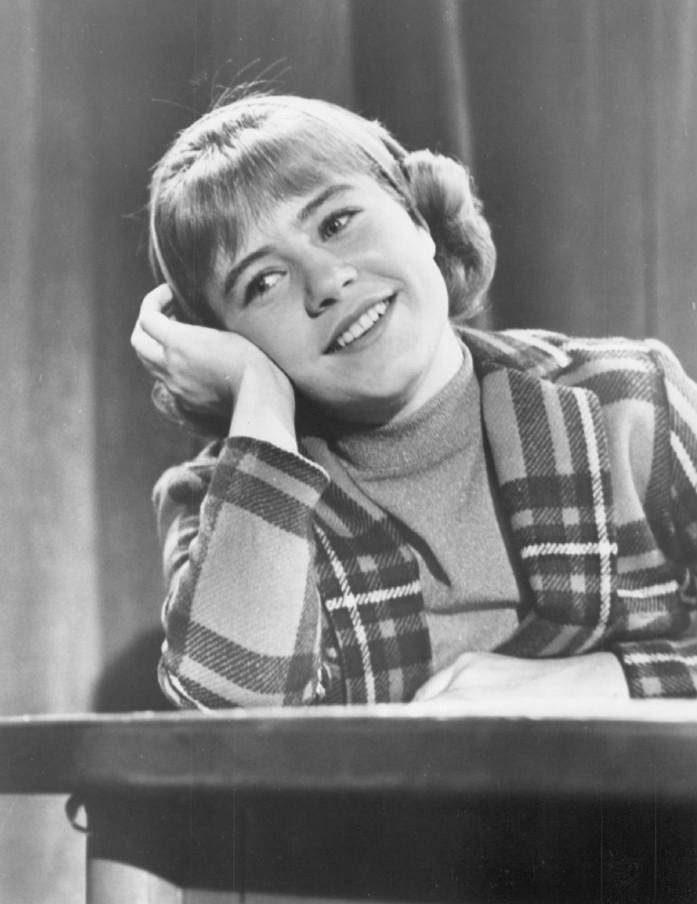
Patty Duke
overleden in 2016

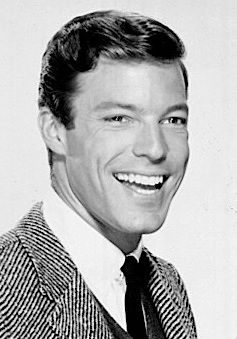
Richard Chamberlain
overleden in 2025

- 1552 - Goeroe Angad (47), tweede goeroe van het sikhisme
- 1602 - Johan Casimir van Nassau-Gleiberg (24), graaf van Nassau-Gleiberg
- 1629 - Jacques de Gheyn II (64), Nederlands tekenaar en schilder
- 1772 - Emanuel Swedenborg (84), Zweeds wetenschapper, filosoof en theoloog
- 1792 - Gustaaf III van Zweden (46), koning van Zweden
- 1803 - Gottfried van Swieten (69), Oostenrijks diplomaat
- 1825 - Roberto Cofresí (33), Puerto Ricaans piraat (geëxecuteerd)
- 1866 - Floris Adriaan van Hall (74), Nederlands jurist en staatsman
- 1891 - Georges Seurat (31), Frans schilder
- 1894 - Georges Pouchet (61), Frans natuurhistoricus en anatoom
- 1907 - Luigi Macchi (75), Italiaans curiekardinaal
- 1911 - Alexandre Guilmant (74), Frans orgelcomponist
- 1912 - Robert Falcon Scott (43), Engels ontdekkingsreiziger
- 1912 - Victoria Lady Welby (74), Brits filosoof
- 1924 - Charles Villiers Stanford (71), Engels componist
- 1935 - Corstiaan van Drimmelen (74), Nederlands bestuurder in Suriname
- 1942 - Herman van Karnebeek (67), Nederlands diplomaat en minister
- 1945 - Ferenc Csik (31), Hongaars zwemmer
- 1945 - Jusztinián Györg Serédi (60), Hongaars kardinaal-aartsbisschop van Esztergom
- 1946 - George Washington (74), Amerikaans/Belgisch/Brits uitvinder
- 1948 - Henriëtte van België (77), lid Belgische koningshuis
- 1948 - Jacob Rotgans (89), Nederlands medicus
- 1948 - Gerrit Jan Vos (84), Nederlands architect
- 1965 - Gösta Adrian-Nilsson (80), Zweeds kunstschilder
- 1966 - Albert-Edouard Janssen (82), Belgisch politicus
- 1967 - Hans s'Jacob (60), Nederlands politicus
- 1973 - Adolfo Zumelzú (70), Argentijns voetballer
- 1975 - Thomas Green (80), Brits snelwandelaar en olympisch kampioen
- 1981 - David Prophet (43), Brits autocoureur
- 1982 - Karl Aasland (63), Noors politicus
- 1982 - Fatty George (54), Oostenrijks jazzmusicus
- 1982 - Walter Hallstein (80), Duits politicus
- 1982 - Hector Heusghem (92), Belgisch wielrenner
- 1982 - Carl Orff (86), Duits componist
- 1986 - Jean van Heijenoort (73), Frans wiskundige, logicus en trotskist
- Robert Lambooij (88), Nederlands burgemeester
- 1995 - Jimmy McShane (37), Noord-Iers zanger[4]
- 1996 - Ivan Kalita (69), Sovjet-Russisch ruiter
- 1997 - Wilhelm Friedrich de Gaay Fortman (85), Nederlands politicus
- 1997 - Aleksandr Ivanov (68), Sovjet-voetballer
- 1999 - Raimo Kuuluvainen (43), Fins voetballer
- 1999 - Joe Williams (80), Amerikaans jazzzanger
- 2000 - Valère Eeman (79) Belgisch politicus
- 2001 - John Lewis (79), Amerikaans jazzpianist en componist
- 2003 - Carlo Urbani (46), Italiaans arts
- 2005 - Johnnie Cochran (67), Amerikaans advocaat
- 2005 - Mitch Hedberg (37), Amerikaans komiek
- 2006 - Gretchen Rau (66), Amerikaans decor-ontwerpster en Oscarwinnares
- 2006 - Bob Veith (79), Amerikaans autocoureur
- 2007 - André Damseaux (70), Waals-Belgisch politicus, journalist en ondernemer
- 2007 - Tosiwo Nakayama (75), premier van de eilandstaat Micronesië
- 2008 - Raul Donazar Calvet (73), Braziliaans voetballer
- 2008 - Joost Schaberg (81), Nederlands Landmachtgeneraal en opiniemaker
- 2009 - Stanisław Dróżdż (69), Pools kunstenaar
- 2009 - Vladimir Fedotov (66), Sovjet-Russisch voetballer en trainer
- 2009 - Monte Hale (89), Amerikaans zanger en acteur
- 2009 - Andy Hallet (33), Amerikaans acteur
- 2009 - Maurice Jarre (84), Frans componist van filmmuziek
- 2009 - Helen Levitt (95), Amerikaans fotografe
- 2009 - Miroslav Moravec (70), Tsjechisch acteur
- 2009 - Gerrit Viljoen (82), Zuid-Afrikaans politicus
- 2011 - Bob Benny (84), Belgisch zanger en musicalster
- 2012 - Olimpia Cavalli (81), Italiaans actrice
- 2013 - Reid Flair (25), Amerikaans worstelaar
- 2013 - Ralph Klein (70), Canadees politicus
- 2013 - Robert Zildjian (89), Armeens-Canadees bekkenproducent
- 2014 - Hobart Alter (80), Amerikaans zeiler en bootontwerper
- 2016 - Patty Duke (69), Amerikaans actrice
- 2017 - Aleksej Abrikosov (88), Russisch natuurkundige en Nobelprijswinnaar
- 2017 - Bonno Spieker (81), Nederlands politicus
- 2018 - Sven-Olov Sjödelius (84), Zweeds kanovaarder
- 2019 - Ann Coopman (57), Belgisch politica
- 2019 - Shane Rimmer (89), Canadees acteur
- 2019 - Agnès Varda (90), Frans filmregisseur
- 2020 - Philip Anderson (96), Amerikaans natuurkundige
- 2020 - Patrick Devedjian (75), Frans politicus
- 2020 - Valeer Peirsman (87), Belgisch beeldhouwer
- 2020 - Krzysztof Penderecki (86), Pools componist en dirigent
- 2021 - Constantin Brodzki (96), Italiaans-Pools-Belgisch architect
- 2021 - Hans Kinds (74), Nederlands gitarist
- 2021 - Bibian Mentel (48), Nederlands snowboardster
- 2021 - Robert Opron (89), Frans auto-ontwerper
- 2022 - Miep Koffrie (100), Nederlands verzetsstrijdster
- 2022 - Miguel Van Damme (28), Belgisch voetballer
- 2024 - Jules Ajodhia (79), Surinaams politicus
- 2024 - Guy Goffette (76), Belgisch dichter en schrijver
- 2024 - Louis Gossett Jr. (87), Amerikaans acteur
- 2025 - Richard Chamberlain (90), Amerikaans acteur
- 2025 - Ken Bruen (74), Iers schrijver

## Viering/herdenking
- Pasen in 1587, 1592, 1671, 1682, 1739, 1750, 1807, 1812, 1891, 1959, 1964, 1970, 2043.
- Rooms-katholieke kalender:
  - Heiligen Jonas (van Perzië) en Barachisius († c. 327)
  - Heilige Bert(h)old (van Calabria) († c. 1195)
  - Heilige Eustaas (van Luxeuil) († 625)
  - Heilige Ludolf van Ratzeburg († 1250)
  - Heiligen Gwynllyw en Gladys (van Glamorgan) († c. 492)
  - Zalige Hugo (van Vaucelles) († 1239)

## Weerextremen

### Nederland
| | Officiële records | Officiële records | Officiële records |      | Landelijke records  | Landelijke records | Landelijke records                                                       |
| Gebeurtenis | Jaar              | Extreem           | Locatie           | Jaar | Extreem             | Locatie            |                                                                          |
| --- | ----------------- | ----------------- | ----------------- | ---- | ------------------- | ------------------ | ------------------------------------------------------------------------ |
| Laagste etmaalgemiddelde temperatuur (°C) | 1952              | −0,9              | De Bilt           |      | 1915                | −1,4               | Maastricht                                                               |
| Hoogste etmaalgemiddelde temperatuur (°C) | 1920              | 15,2              | De Bilt           |      | 1968                | 16,5               | Maastricht                                                               |
| Laagste minimumtemperatuur (°C) | 1969              | −5,5              | De Bilt           |      | 2013                | −8,1               | Herwijnen                                                                |
| Hoogste minimumtemperatuur (°C) | 2017              | 10,3              | De Bilt           |      | 1998                | 11,7               | Rotterdam Geulhaven                                                      |
| Laagste maximumtemperatuur (°C) | 1952              | 0,1               | De Bilt           |      | 1952                | 0,1                | De Bilt                                                                  |
| Hoogste maximumtemperatuur (°C) | 1968              | 23,9              | De Bilt           |      | 1968                | 25,4               | Soesterberg, Volkel                                                      |
| Hoogste uurgemiddelde windsnelheid (m/s) | 1916              | 17,5              | De Bilt           |      | 1953                | 23,7               | Schiphol                                                                 |
| Hoogste windstoot (m/s) | 1953              | 24,7              | De Bilt           |      | 2015                | 32,0               | Hoek van Holland, Schiphol                                               |
| Langste zonneschijnduur (uur) | 2002              | 11,8              | De Bilt           |      | 1993 2002 2011 2020 | 12,0               | Eelde, Hoogeveen Lauwersoog, Westdorpe, Wilhelminadorp Heino Voorschoten |
| Langste neerslagduur (uur) | 2001              | 8,5               | De Bilt           |      | 1964                | 19,2               | Eelde                                                                    |
| Hoogste etmaalsom van de neerslag (mm) | 2015              | 16,2              | De Bilt           |      | 2015                | 20,6               | Twenthe                                                                  |
| Laagste etmaalgemiddelde relatieve vochtigheid (%) | 2020              | 51                | De Bilt           |      | 1948                | 47                 | Maastricht                                                               |
| Laagste uurwaarde luchtdruk op zeeniveau (hPa) | 1947              | 988,0             | De Bilt           |      | 2015                | 982,3              | Hoorn Terschelling                                                       |
| Hoogste uurwaarde luchtdruk op zeeniveau (hPa) | 2020              | 1036,3            | De Bilt           |      | 2020                | 1037,6             | Vlieland                                                                 |
| Officiële records worden altijd gemeten op het KNMI-weerstation in De Bilt. Landelijke records kunnen worden gemeten op elk officieel KNMI-weerstation in Nederland. |                   |                   |                   |      |                     |                    |                                                                          |

Uitzonderlijke gebeurtenissen
- 1911 - Eerste landelijke warme dag van het jaar gemeten in Maastricht (maximumtemperatuur ≥ 20 °C op een officieel weerstation)
- 1920 - Eerste officiële warme dag van het jaar (maximumtemperatuur ≥ 20 °C in De Bilt)
- 1947 - Eerste officiële zachte dag van het jaar (maximumtemperatuur ≥ 15 °C in De Bilt)
- 1948 - Eerste landelijke warme dag van het jaar gemeten in Eelde en Maastricht (maximumtemperatuur ≥ 20 °C op een officieel weerstation)
- 1949 - Eerste officiële warme dag van het jaar (maximumtemperatuur ≥ 20 °C in De Bilt)
- 1949 - Eerste landelijke warme dag van het jaar gemeten in De Bilt en Maastricht (maximumtemperatuur ≥ 20 °C op een officieel weerstation)
- 1965 - Eerste officiële warme dag van het jaar (maximumtemperatuur ≥ 20 °C in De Bilt)
- 1965 - Eerste landelijke warme dag van het jaar gemeten in De Bilt, Deelen, Eelde, Eindhoven, Gilze-Rijen, Soesterberg, Twenthe en Volkel (maximumtemperatuur ≥ 20 °C op een officieel weerstation)
- 1968 - Officieel maandrecord hoogste maximumtemperatuur in °C van maart gemeten in De Bilt: 23,9
- 1968 - Eerste landelijke zomerse dag van het jaar gemeten in Soesterberg en Volkel (maximumtemperatuur ≥ 25 °C op een officieel weerstation). Dit is de meest vroege datum waarop de eerste landelijke zomerse dag is gemeten.
- 1998 - Eerste landelijke warme dag van het jaar gemeten in Arcen, Deelen, Eelde, Eindhoven, Heino, Hoogeveen, Hupsel, Lelystad, Maastricht, Nieuw Beerta, Twenthe en Volkel (maximumtemperatuur ≥ 20 °C op een officieel weerstation)
- 2021 - Eerste landelijke warme dag van het jaar gemeten in Arcen, Eindhoven, Ell, Gilze-Rijen, Maastricht, Volkel en Woensdrecht (maximumtemperatuur ≥ 20 °C op een officieel weerstation)

### België
Dagrecords
- 1865 - Laagste etmaalgemiddelde temperatuur −1,3 °C
- 1968 - Hoogste etmaalgemiddelde temperatuur 17,6 °C. Dit is de warmste dag ooit in de maand maart.
- 1901 - Laagste minimumtemperatuur −5,7 °C
- 1968 - Hoogste maximumtemperatuur 23,5 °C. Dit is de hoogste maximumtemperatuur ooit in de maand maart.
- 1904 - Hoogste etmaalsom van de neerslag 22,7 mm

<< · 1 · 2 · 3 · 4 · 5 · 6 · 7 · 8 · 9 · 10 · 11 · 12 · 13 · 14 · 15 · 16 · 17 · 18 · 19 · 20 · 21 · 22 · 23 · 24 · 25 · 26 · 27 · 28 · 29 · 30 · 31 · >>